# Česká fotbalová liga 2015/2016
Česká fotbalová liga 2015/16 měla 20 účastníků, to je o dva více než v předchozí sezóně. Hrálo se systémem každý s každým jednou doma, jednou venku, dohromady 38 kol. Vítězem se stalo mužstvo SK Viktorie Jirny, které ale postup do Národní ligy odmítlo a postupujícím se stalo mužstvo SK Viktoria Žižkov. Z 2. ligy do ČFL sestoupily FK Kolín a FK Baník Most 1909 jako 15. a 16. celek 2. nejvyšší soutěže. Naopak z divizí postoupily Dobrovice, Tachov, Brozany, Benátky nad Jizerou a Táborsko B. Mužstva Louňovic a Bohemians Praha se odhlásila.

## Kluby podle krajů
- Praha: FK Viktoria Žižkov, FK Loko Vltavín
- Plzeňský: Jiskra Domažlice, FK Tachov
- Ústecký: FK Baník Most 1909, SK Sokol Brozany
- Jihočeský: FC Písek, FC MAS Táborsko B
- Středočeský: FK Králův Dvůr, SK Zápy, FK Čáslav, FK TJ Štěchovice, SK Viktoria Jirny, SK Benešov, FK Dobrovice, FK Kolín, SK Benátky nad Jizerou
- Pardubický: MFK Chrudim
- Královéhradecký: SK Převýšov, SK Union 2013

## Tabulka
Vítězem se stal tým SK Viktorie Jirny.
| Poř. | Tým                    | Z  | V  | VP | PP | P  | VG | OG | B  |
| ---- | ---------------------- | -- | -- | -- | -- | -- | -- | -- | -- |
| 1.   | SK Viktorie Jirny      | 36 | 25 | 2  | 3  | 6  | 69 | 40 | 82 |
| 2.   | SK Zápy                | 36 | 23 | 5  | 2  | 6  | 65 | 35 | 81 |
| 3.   | FK Viktoria Žižkov     | 36 | 24 | 1  | 5  | 6  | 87 | 32 | 79 |
| 4.   | FK Loko Vltavín        | 36 | 22 | 3  | 5  | 6  | 82 | 40 | 77 |
| 5.   | MFK Chrudim            | 36 | 23 | 2  | 3  | 8  | 84 | 34 | 76 |
| 6.   | TJ Jiskra Domažlice    | 36 | 18 | 5  | 2  | 11 | 64 | 54 | 66 |
| 7.   | FK Dobrovice           | 36 | 16 | 5  | 2  | 13 | 72 | 54 | 60 |
| 8.   | FC Písek               | 36 | 15 | 5  | 4  | 12 | 50 | 45 | 59 |
| 9.   | FK Králův Dvůr         | 36 | 13 | 8  | 3  | 12 | 51 | 46 | 58 |
| 10.  | SK Převýšov            | 36 | 15 | 3  | 0  | 18 | 61 | 52 | 51 |
| 11.  | FK Tachov              | 36 | 15 | 1  | 2  | 18 | 60 | 64 | 49 |
| 12.  | FK TJ Štěchovice       | 36 | 10 | 6  | 5  | 15 | 39 | 45 | 47 |
| 13.  | SK Benešov             | 36 | 9  | 7  | 5  | 15 | 46 | 64 | 46 |
| 14.  | SK Benátky nad Jizerou | 36 | 11 | 4  | 4  | 17 | 44 | 64 | 45 |
| 15.  | FC MAS Táborsko B      | 36 | 12 | 2  | 5  | 17 | 46 | 73 | 45 |
| 16.  | FK Kolín               | 36 | 13 | 1  | 3  | 19 | 44 | 55 | 44 |
| 17.  | FK Čáslav              | 36 | 5  | 1  | 3  | 27 | 26 | 87 | 20 |
| 18.  | FK Baník Most 1909     | 36 | 5  | 2  | 5  | 24 | 28 | 81 | 18 |
| 19.  | SK Sokol Brozany       | 36 | 4  | 1  | 3  | 28 | 31 | 84 | 17 |
| 20.  | SK Union 2013          | 0  | 0  | 0  | 0  | 0  | 0  | 0  | 0  |

- Z = Odehrané zápasy; V = Vítězství; R = Remízy; P = Prohry; VG = Vstřelené góly; OG = Obdržené góly; B = Body

|  | Postup do FNL 2016/17                      |
|  | Sestup do Divize A, Divize B nebo Divize C |

Poznámky:
- Vítězný tým SK Viktorie Jirny odmítl postup do FNL.
- Druhý tým SK Zápy nedostal profesionální licenci nutnou pro postup do FNL.
- Týmu FK Baník Most 1909 bylo z rozhodnutí svazu odečteno 6 bodů (neuhrazené dluhy).
- Tým SK Union 2013 ukončil po podzimní části činnost, jeho výsledky byly anulovány a stal se prvním sestupujícím.